# Trabrennbahn (metrostation)
Trabrennbahn is een metrostation in het stadsdeel Farmsen-Berne van de Duitse stad Hamburg. Het station werd geopend op 30 maart 1924 en wordt bediend door lijn U1 van de metro van Hamburg.